# Арбузов, Алексей Фёдорович
Алексе́й Фёдорович Арбу́зов (1792—1861) — русский генерал от инфантерии, участник войн против Наполеона, командир лейб-гвардии Павловского полка.

## Биография
Происходил из дворянского рода Смоленской губернии. Сын бригадира Федора Федоровича Арбузова. Окончив курс во 2-м кадетском корпусе, в 1810 году вступил в службу подпоручиком по армии и в том же году переведён в лейб-гвардии Егерский полк, с которым участвовал в военных действиях Отечественной войны 1812 г. и заграничных походов 1813—1814 гг.
За отличия, оказанные в сражениях при Бородине, Лютцене, Кульме и Лейпциге, имел ордена: святой Анны 4-й степени с надписью «За храбрость», святого Владимира 4-й степени с бантом, святой Анны 2-й степени, алмазные украшения к последнему ордену, прусский железный крест и орден «За отличие» (Pour le mérite).
Последующая мирная служба Арбузова выдвинула его, как отличного по тем временам строевого офицера «фронтовика», и в марте 1825 года, в чине полковника, Арбузов получил в командование лейб-гвардии Павловский полк. 14 декабря того же года Арбузов обратил на себя особенное внимание императора Николая I тем, что вверенный ему полк не примкнул к декабристам, и тем, что составив из свободных от наряда людей сводный батальон, по собственной инициативе привёл его к Государю на площадь Зимнего дворца и принял с ним деятельное участие в усмирении бунта. На следующий же день после этого он был пожалован флигель-адъютантом, а в следующем году произведён в генерал-майоры. Командуя полком почти 11 лет, он сделал его образцовым по строевой подготовке, проявляя в то же время чрезвычайную заботливость о солдате в его быту. Арбузов участвовал со своим полком в турецком походе 1828 года, где за отличие при осаде крепости Варны был награждён орденом святой Анны 1-й степени, и при усмирении польского мятежа 1831 года, получив за участие в штурме Варшавы императорскую корону к ордену святой Анны 1-й степени и орден св. Георгия 4-й степени № 4551 (16 декабря 1831).
1 января 1834 года состоялось назначение Арбузова командиром 4-й гвардейской пехотной бригады с оставлением командиром полка; 6 декабря 1835 года он был произведён в генерал-лейтенанты и вскоре перемещён на ту же должность в 3-ю гвардейскую пехотную бригаду. В 1837 году Арбузов получил в командование 3-ю гвардейскую пехотную дивизию; 22 сентября 1841 года перемещён на ту же должность в 1-ю гвардейскую пехотную дивизию, а 25 октября 1842 года назначен командующим всей пехотой Отдельного гвардейского корпуса. 1 января 1844 года Арбузов назначен генерал-адъютантом и определён состоять при особе цесаревича Александра Николаевича.
В 1849 году Арбузов назначен командующим запасными батальонами гвардейского корпуса, а в 1851 году произведён в генералы от инфантерии и назначен инспектором запасных гвардейских, резервных и запасных гренадерских батальонов, с оставлением в прежней должности, а также членом Комитета о раненых. Когда в 1853 году обнаружилась крупная растрата сумм комитета директором его канцелярии Политковским и все члены комитета были привлечены к ответственности, Арбузов был также предан верховному военно-уголовному суду и, по Высочайшей конфирмации его приговора, был лишён генерал-адъютантского звания.
В 1854 году Арбузов назначен командующим войсками, оставшимися в Санкт-Петербурге и окрестностях в период Крымской войны. В 1858 году уволен в бессрочный отпуск, с оставлением по гвардейской пехоте. Умер в 1861 году. По словам современника, Арбузов был большой хлебосол:
В своем домашнем кругу он был попечительным отцом многочисленного семейства, изобиловавшего преимущественно дочерьми. Все его семейство легко определить одним словом — прелесть!

## Награды
российские:
- Орден Святой Анны 4 ст. (1812)
- Орден Святого Владимира 4 ст. с бантом (1813)
- Орден Святой Анны 1 ст. (1828)
- Императорская корона к Ордену Святой Анны 1 ст. (1831)
- Орден Святого Георгия 4 ст. за 25 лет службы (1831)
- Знак ордена За военное достоинство 2 ст. (1831)
- Орден Святого Владимира 2 ст. (1833)
- Орден Белого Орла (1837)
- Орден Святого Александра Невского (1849)
- Знак отличия за XXXV лет беспорочной службы (1850)
- Алмазные знаки к Ордену Святого Александра Невского (1855)

иностранные:
- Прусский Железный крест 1 класс (1813)
- Прусский орден Pour le Mérite (1814)
- Прусский Орден Красного Орла 1 ст. (1842)

## Потомство

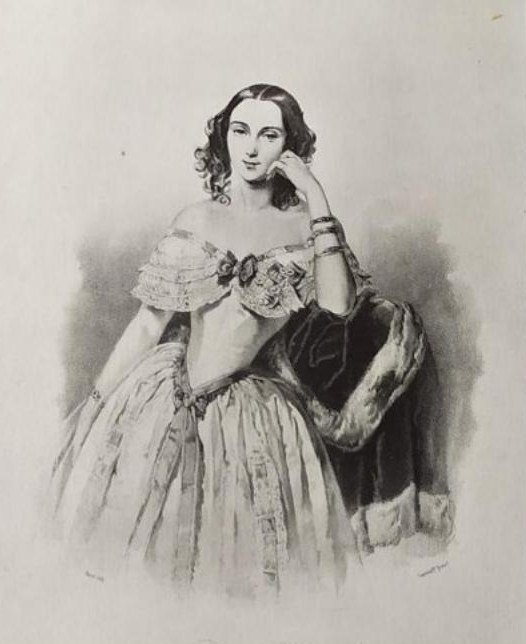
Анна Алексеевна Арбузова

От жены Александры Дмитриевны Арбузовой имел детей:
- Анна (1820—1882), фрейлина, одна из первых красавиц двора, с 1837 года замужем за богатейшим помещиком Екатеринославской губернии генерал-майором Петром Ананьевичем Струковым (1803—1881); их сын Александр Петрович Струков.
- Дмитрий (1821—1892), командир Тобольского пехотного полка; женат на дочери Петра Михайловича Дарагана, Александре.
- Александра, фрейлина
- Мария (1823—1898), замужем за адмиралом Борисом Давидовичем Нордманом, их дочь Наталья (1863—1914), драматическая писательница, гражданская жена художника Ильи Ефимовича Репина.
- Екатерина (1827—1897), замужем за полковником Александром Николаевичем Вельяминовым (1825—1868), их сын лейб-медик Николай Александрович Вильяминов.
- Наталья (1828— ?), была первой женой (с 11 октября 1863 года; Висбаден) генерал-лейтенанта Константина Фёдоровича Феншау (1821), их дочь Ольга (1867—1904), замужем за Сергеем Михайловичем Михайловым-Расловлевым.
- Николай (1829—01.03.1865[4]), выпускник Пажеского корпуса, надворный советник, известный поэт, умер от белой горячки.
- София, замужем за Парменом Петровичем Шеншиным (1839— ?), председателем Орловской губернской земской управы.
- Александр (1841—1886)